# К-403 «Казань»

Схематичне зображення радянського підводного човна проекту 667АК «Аксон-1»

Схематичне зображення радянського підводного човна проекту 09780 «Аксон-2»

| К-403 «Казань»                                                                               | К-403 «Казань» | К-403 «Казань» |
| -------------------------------------------------------------------------------------------- | --- | --- |
| К-403 «Казань»                                                                               | | |
|                                                                                              | | |
| Радянський атомний підводний човен К-403 «Казань» після переобладнання за проєктом «Аксон-2» | | |
| Верф                                                                                         | завод № 402, Сєверодвінськ | завод № 402, Сєверодвінськ |
| Під прапором                                                                                 | СРСР Росія | СРСР Росія |
| Належність                                                                                   | Військово-морський флот СРСР · Військово-морські сили Російської Федерації                                                              | Військово-морський флот СРСР · Військово-морські сили Російської Федерації                                                              |
| Порт приписки                                                                                | Гаджієво | Гаджієво |
| Закладений                                                                                   | 18 серпня 1969 | 18 серпня 1969 |
| Спуск на воду                                                                                | 25 березня 1971 | 25 березня 1971 |
| Введений до складу флоту                                                                     | 12 серпня 1971 | 12 серпня 1971 |
| Перейменований                                                                               | 14 липня 1981 року перейменований на КС-403; 30 липня 1997 року перейменований на К-403 «Казань»                                        | 14 липня 1981 року перейменований на КС-403; 30 липня 1997 року перейменований на К-403 «Казань»                                        |
| Перекваліфікований                                                                           | 1983 року модифікований за проєктом 667АК «Аксон-1»; 1996 року модифікований за проєктом 09780 «Аксон-2»                                | 1983 року модифікований за проєктом 667АК «Аксон-1»; 1996 року модифікований за проєктом 09780 «Аксон-2»                                |
| Виведений зі складу флоту                                                                    | 13 вересня 2004 року виведений зі складу флоту                                                                                          | 13 вересня 2004 року виведений зі складу флоту                                                                                          |
| На службі                                                                                    | 1971–2004 | 1971–2004 |
| Сучасний статус                                                                              | 2010 року утилізований | 2010 року утилізований |
| Бойовий досвід                                                                               | Холодна війна | Холодна війна |
| Проєкт                                                                                       | | |
| Тип ПЧ                                                                                       | атомний підводний човен спеціального призначення                                                                                        | атомний підводний човен спеціального призначення                                                                                        |
| Розробник проєкту                                                                            | ЦКБМТ «Рубін» | ЦКБМТ «Рубін» |
| Класифікація НАТО                                                                            | Yankee-Pod | Yankee-Pod |
| Основні характеристики                                                                       | | |
| Швидкість (надводна)                                                                         | 16,5 вузлів (30,5 км/год) | 16,5 вузлів (30,5 км/год) |
| Швидкість (підводна)                                                                         | 27 вузлів (50 км/год) | 27 вузлів (50 км/год) |
| Робоча глибина занурення                                                                     | 320 м | 320 м |
| Гранична глибина занурення                                                                   | 400 м | 400 м |
| Автономність плавання                                                                        | 60 діб | 60 діб |
| Екіпаж                                                                                       | 120 осіб | 120 осіб |
| Розміри                                                                                      | | |
| Довжина найбільша (по КВЛ)                                                                   | 151,8 м | 151,8 м |
| Ширина корпусу найб.                                                                         | 11,7 м | 11,7 м |
| Середня осадка (по КВЛ)                                                                      | 7,9 м | 7,9 м |
| Водотоннажність надводна                                                                     | 8 675 т | 8 675 т |
| Силова установка                                                                             | | |
| Атомна: 2 × водо-водяні ректори ВМ-2-4                                                       | | |
| Гвинти                                                                                       | 2 | 2 |
| Потужність                                                                                   | 180 МВт | 180 МВт |
| Озброєння                                                                                    | | |
| Торпедно- мінне озброєння                                                                    | 4 ТА калібру 533-мм (16 торпед, дві з ядерною ГЧ), 2 ТА калібру 400-мм (4-6 торпед) ракетний комплекс Д-5 з БРПЧ 16 ракет Р-27 (РСМ-25) | 4 ТА калібру 533-мм (16 торпед, дві з ядерною ГЧ), 2 ТА калібру 400-мм (4-6 торпед) ракетний комплекс Д-5 з БРПЧ 16 ракет Р-27 (РСМ-25) |

К-403 «Казань» (рос. К-403 «Казань») — радянський та російський атомний підводний човен спеціального призначення проєкту 667А «Навага». Закладений 18 серпня 1969 року на заводі № 402 у Сєверодвінську під заводським номером 450 як ракетний підводний крейсер стратегічного призначення проєкту 667А «Навага». 25 березня 1971 року спущений на воду. 12 серпня 1971 року включений до складу Північного флоту ВМФ СРСР.
У 1980—1983 роках переобладнаний для випробувань гідроакустичних комплексів для нових поколінь АПЧ. У 1983 році човен пройшов повне переобладнання за проєктом 667АК «Аксон-1» для випробувань ГАК «Скат-3» для АПЧ 3-го покоління. 30 липня 1997 року перейменований на К-403 «Казань» на честь столиці Татарстана. У 1996 році він пройшов ще один етап повного переоснащення за проєктом 09780 «Аксон-2» — для атомних підводних човнів 4-го покоління.
У 2004 році виведений зі складу флоту. Ім'я Казань згодом було присвоєно підводному човну К-561 проєкту 885 «Ясень», закладеному у липні 2009 року.